# Resistencia griega
La resistencia griega a la ocupación del país por las tropas del Eje comenzó prácticamente con la derrota de Grecia a manos de Italia y Alemania en abril de 1941 con la operación Marita. Duró hasta la retirada de las tropas alemanas y búlgaras en octubre de 1944 y dio paso a una tensa convivencia entre las distintas facciones que desembocó en la guerra civil griega.

## Organizaciones

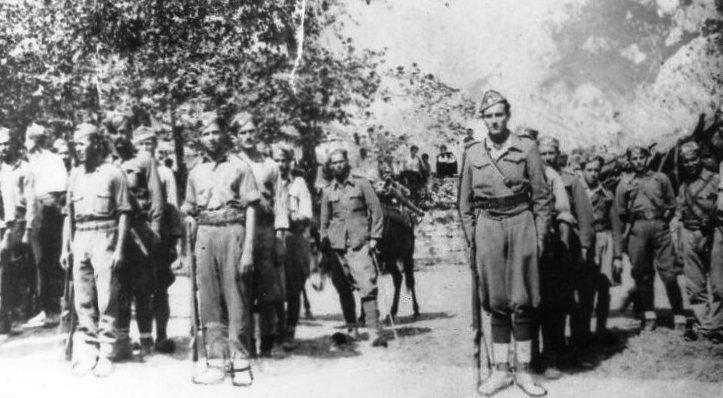
Miembros formados del Ejército Popular de Liberación Nacional

Distintas bandas armadas y organizaciones contrarias a la ocupación surgieron en territorio griego. La más importante de ellas, controlada por el Partido Comunista Griego, fue el Frente de Liberación Nacional, con su facción armada, ELAS. Le seguían en importancia la Liga Griega Nacional Democrática, controlada por el general Napoleón Zervas y la Liberación Nacional y Social del coronel Demetrios Psaros. Existieron también otras organizaciones y bandas armadas menores.
EAM se distinguió de las demás por ser la única con implantación en todo el territorio griego, mientras que el resto tenían carácter regional.
Todos los principales grupos de resistencia eran republicanos, no contando los monárquicos con agrupaciones equivalentes a EAM o EDES.

## Historia

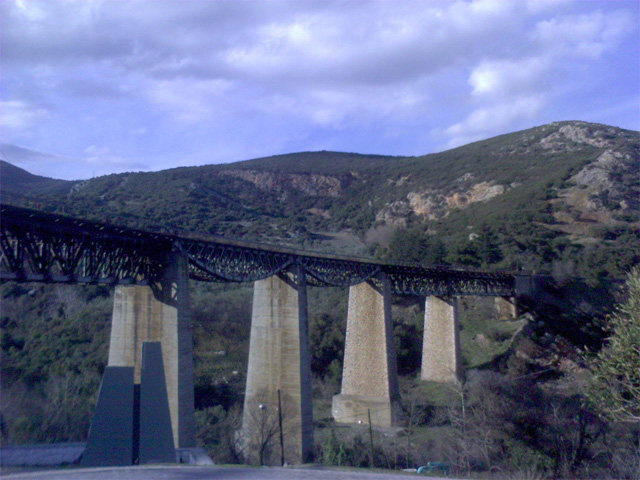
El viaducto de Gorgopotamos, volado por la resistencia griega y comandos británicos en el otoño de 1942 para estorbar el abastecimiento del Eje en el frente africano.

La resistencia comenzó a organizarse principalmente en las zonas montañosas en el otoño de 1941. En septiembre se formó EAM, bajo dirección del KKE pero con importante participación de los republicanos y de la oposición a la dictadura de Metaxas. En el verano de 1942 comenzó a actuar ELAS.
También el septiembre de 1941 se organizó EDES. EKKA, sin embargo, no tomó forma hasta comienzos de 1943.
Los grupos de resistencia cooperaron con los británicos para estorbar el abastecimiento del Eje en el norte de África en el otoño de 1942, con la famosa voladura del viaducto de Gorgopótamos, pero se hallaban divididos entre sí, coincidiendo únicamente en la necesidad de que el monarca exiliado no regresase al país a menos que se decidiese así en un plebiscito.
En octubre de 1943, habiéndose reforzado notablemente gracias al armamento italiano requisado tras la rendición italiana y temiendo un inminente desembarco británico que restaurase la monarquía y el régimen de entreguerras, ELAS lanzó un ataque contra las guerrillas rivales para lograr el control del territorio antes de la supuesta llegada de los británicos. Estos combates se convirtieron en la primera fase de la guerra civil griega que duró hasta 1949. Aunque ELAS logró deshacerse de las bandas armadas menores, no logró eliminar a EDES.
Ante la falta de desembarco Aliado, los británicos consiguieron que las diversas organizaciones firmasen un armisticio en febrero de 1944.